# ROH World Television Championship
Il ROH World Television Championship è un titolo di wrestling di proprietà della Ring of Honor, ed è detenuto da Atlantis Jr. dal 28 giugno 2024.

## Storia

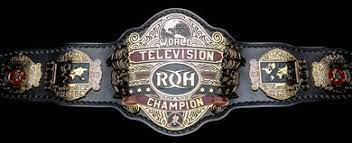
La cintura in uso dal 2018 al 2023

L'introduzione del titolo è stata annunciata il 20 gennaio 2010 sul sito della compagnia insieme all'annuncio di un torneo ad otto uomini per determinare il campione inaugurale. Il torneo, iniziato il 4 febbraio e conclusosi il 6, è stato vinto da Eddie Edwards che ha sconfitto in finale Davey Richards Gli altri partecipanti erano: Rhett Titus, El Generico, Delirious, Kevin Steen, Kenny King, Colt Cabana.
In seguito alla cancellazione di Ring of Homnor Wrestling, avvenuta nel marzo 2011, il titolo è stato eliminato. Nonostante ciò l'allora campione Christopher Daniels smise di difenderlo, ma portava con sé la cintura come parte del suo personaggio heel. Con la vendita della compagnia a Sinclair Broadcast Group, la nuova proprietà ha riattivato il titolo.

### Torneo per l'assegnazione
|  |                                   |                                   |                                   |                |                |                                   |                                   |                                   |  |  |                                 |                                 |                                 |
|  | Round 1 (Ring of Honor Wrestling) | Round 1 (Ring of Honor Wrestling) | Round 1 (Ring of Honor Wrestling) |                |                | Round 2 (Ring of Honor Wrestling) | Round 2 (Ring of Honor Wrestling) | Round 2 (Ring of Honor Wrestling) |  |  | Final (Ring of Honor Wrestling) | Final (Ring of Honor Wrestling) | Final (Ring of Honor Wrestling) |
|  | Round 1 (Ring of Honor Wrestling) | Round 1 (Ring of Honor Wrestling) | Round 1 (Ring of Honor Wrestling) |                |                | Round 2 (Ring of Honor Wrestling) | Round 2 (Ring of Honor Wrestling) | Round 2 (Ring of Honor Wrestling) |  |  | Final (Ring of Honor Wrestling) | Final (Ring of Honor Wrestling) | Final (Ring of Honor Wrestling) |
|  |                                   |                                   |                                   |                |                |                                   |                                   |                                   |  |  |                                 |                                 |                                 |
|  |                                   |                                   |                                   |                |                |                                   |                                   |                                   |  |  |                                 |                                 |                                 |
|  | 1                                 | Kevin Steen                       | Pin                               |                |                |                                   |                                   |                                   |  |  |                                 |                                 |                                 |
|  | 1                                 | Kevin Steen                       | Pin                               |                |                |                                   |                                   |                                   |  |  |                                 |                                 |                                 |
|  | 8                                 | Rhett Titus                       |                                   |                |                |                                   |                                   |                                   |  |  |                                 |                                 |                                 |
|  | 8                                 | Rhett Titus                       |                                   |                |                |                                   |                                   |                                   |  |  |                                 |                                 |                                 |
|  |                                   |                                   |                                   | 1              | Kevin Steen    |                                   |                                   |                                   |  |  |                                 |                                 |                                 |
|  |                                   |                                   |                                   | 1              | Kevin Steen    |                                   |                                   |                                   |  |  |                                 |                                 |                                 |
|  |                                   |                                   | 6                                 | Eddie Edwards  | Pin            |                                   |                                   |                                   |  |  |                                 |                                 |                                 |
|  |                                   |                                   |                                   | Eddie Edwards  | Pin            |                                   |                                   |                                   |  |  |                                 |                                 |                                 |
|  | 3                                 | Colt Cabana                       | 10:00                             |                |                |                                   |                                   |                                   |  |  |                                 |                                 |                                 |
|  | 3                                 | Colt Cabana                       | 10:00                             |                |                |                                   |                                   |                                   |  |  |                                 |                                 |                                 |
|  | 6                                 | Eddie Edwards                     | Pin                               |                |                |                                   |                                   |                                   |  |  |                                 |                                 |                                 |
|  | 6                                 | Eddie Edwards                     | Pin                               |                |                |                                   |                                   |                                   |  |  |                                 |                                 |                                 |
|  |                                   |                                   |                                   | 6              | Eddie Edwards  | Sub                               |                                   |                                   |  |  |                                 |                                 |                                 |
|  |                                   |                                   |                                   |                |                |                                   |                                   |                                   |  |  |                                 |                                 |                                 |
|  |                                   |                                   | 4                                 | Davey Richards | 20:02          |                                   |                                   |                                   |  |  |                                 |                                 |                                 |
|  |                                   |                                   |                                   | Davey Richards | 20:02          |                                   |                                   |                                   |  |  |                                 |                                 |                                 |
|  | 5                                 | Delirious                         | 13:30                             |                |                |                                   |                                   |                                   |  |  |                                 |                                 |                                 |
|  | 5                                 | Delirious                         | 13:30                             |                |                |                                   |                                   |                                   |  |  |                                 |                                 |                                 |
|  | 4                                 | Davey Richards                    | Pin                               |                |                |                                   |                                   |                                   |  |  |                                 |                                 |                                 |
|  | 4                                 | Davey Richards                    | Pin                               |                |                |                                   |                                   |                                   |  |  |                                 |                                 |                                 |
|  |                                   |                                   |                                   | 4              | Davey Richards | Pin                               |                                   |                                   |  |  |                                 |                                 |                                 |
|  |                                   |                                   |                                   | 4              | Davey Richards | Pin                               |                                   |                                   |  |  |                                 |                                 |                                 |
|  |                                   |                                   | 2                                 | Kenny King     |                |                                   |                                   |                                   |  |  |                                 |                                 |                                 |
|  |                                   |                                   |                                   | Kenny King     |                |                                   |                                   |                                   |  |  |                                 |                                 |                                 |
|  | 7                                 | El Generico                       |                                   |                |                |                                   |                                   |                                   |  |  |                                 |                                 |                                 |
|  | 7                                 | El Generico                       |                                   |                |                |                                   |                                   |                                   |  |  |                                 |                                 |                                 |
|  | 2                                 | Kenny King                        | Pin                               |                |                |                                   |                                   |                                   |  |  |                                 |                                 |                                 |
|  | 2                                 | Kenny King                        | Pin                               |                |                |                                   |                                   |                                   |  |  |                                 |                                 |                                 |

## Albo d'oro
| #  | Wrestler            | Regno | Durata (giorni) | Data              | Evento                      | Luogo             | Note                                                                                    | Fonti  |
| -- | ------------------- | ----- | --------------- | ----------------- | --------------------------- | ----------------- | --------------------------------------------------------------------------------------- | ------ |
| 1  | Eddie Edwards       | 1     | 280             | 5 marzo 2010      | Ring of Honor Wrestling     | Filadelfia        | Edwards sconfisse Davey Richards nella finale di un torneo ad otto uomini               | [ 6 ]  |
| 2  | Christopher Daniels | 1     | 198             | 10 dicembre 2010  | Ring of Honor Wrestling     | Louisville        |                                                                                         | [ 7 ]  |
| 3  | El Generico         | 1     | 48              | 26 giugno 2011    | Best in the World 2011      | New York          |                                                                                         | [ 8 ]  |
| 4  | Jay Lethal          | 1     | 231             | 13 agosto 2011    | Ring of Honor Wrestling     | Chicago           |                                                                                         | [ 9 ]  |
| 5  | Roderick Strong     | 1     | 90              | 31 marzo 2012     | Showdown in the Sun         | Fort Lauderdale   |                                                                                         | [ 10 ] |
| 6  | Adam Cole           | 1     | 246             | 29 giugno 2012    | Ring of Honor Wrestling     | Baltimora         |                                                                                         | [ 11 ] |
| 7  | Matt Taven          | 1     | 287             | 2 marzo 2013      | ROH 11th Anniversary Show   | Chicago           |                                                                                         | [ 12 ] |
| 8  | Tommaso Ciampa      | 1     | 111             | 14 dicembre 2013  | Final Battle 2013           | New York          |                                                                                         | [ 13 ] |
| 9  | Jay Lethal          | 2     | 567             | 4 aprile 2014     | Supercard of Honor VIII     | Westwego          | In un two out of three falls match                                                      |        |
| 10 | Roderick Strong     | 2     | 119             | 23 ottobre 2015   | Glory By Honor XIV          | Kalamazoo         |                                                                                         |        |
| 11 | Tomohiro Ishii      | 1     | 79              | 19 febbraio 2016  | Honor Rising: Japan 2016    | Tokyo             |                                                                                         |        |
| 12 | Bobby Fish          | 1     | 194             | 8 maggio 2016     | Global Wars 2016            | Chicago           |                                                                                         |        |
| 13 | Will Ospreay        | 1     | 2               | 18 novembre 2016  | Reach for the Sky Tour 2016 | Liverpool         |                                                                                         |        |
| 14 | Marty Scurll        | 1     | 175             | 20 novembre 2016  | Reach for the Sky Tour 2016 | Londra            |                                                                                         |        |
| 15 | Kushida             | 1     | 131             | 14 maggio 2017    | War of the Worlds 2017      | Filadelfia        |                                                                                         |        |
| 16 | Kenny King          | 1     | 84              | 22 settembre 2017 | Death Before Dishonor XV    | Las Vegas         |                                                                                         |        |
| 17 | Silas Young         | 1     | 57              | 15 dicembre 2017  | Final Battle 2017           | New York          | In un four way elimination match che includeva anche Shane Taylor e Punishment Martinez |        |
| 18 | Kenny King          | 2     | 56              | 10 febbraio 2018  | Ring of Honor Wrestling     | Atlanta           |                                                                                         |        |
| 19 | Silas Young         | 2     | 70              | 7 aprile 2018     | Supercard of Honor XII      | New Orleans       | In un last man standing match                                                           |        |
| 20 | Punishment Martinez | 1     | 105             | 16 giugno 2018    | State of the Art            | Dallas            |                                                                                         |        |
| 21 | Jeff Cobb           | 1     | 222             | 29 settembre 2019 | Ring of Honor Wrestling     | Las Vegas         |                                                                                         |        |
| 22 | Shane Taylor        | 1     | 218             | 9 maggio 2019     | ROH/NJPW War Of The Worlds  | Toronto           | In un four way che includeva anche Brody King e Hirooki Goto                            |        |
| 23 | Dragon Lee          | 1     | 469             | 13 dicembre 2019  | Final Battle 2019           | Baltimore         |                                                                                         |        |
| 24 | Tracy Williams      | 1     | -               | 26 marzo 2021     | ROH 19th Anniversary Show   | Baltimora         | Sconfigge Kenny King, sostituto di Dragon Lee                                           |        |
| 25 | Tony Deppen         | 1     | -               | 1 maggio 2021     | Ring of Honor Wrestling     | Baltimora         |                                                                                         |        |
| 26 | Dragon Lee          | 2     | 133             | 11 luglio 2021    | Best in the World 2021      | Baltimora         |                                                                                         |        |
| 27 | Dalton Castle       | 1     | 20              | 21 novembre 2021  | Ring of Honor Wrestling     | Baltimora         |                                                                                         |        |
| 28 | Rhett Titus         | 1     | 111             | 11 dicembre 2021  | Final Battle 2021           | Baltimora         | In un four way match che comprendeva anche Silas Young e Joe Hendry.                    |        |
| 29 | Minoru Suzuki       | 1     | 12              | 1º aprile 2022    | Supercard of Honor XV       | Garland           |                                                                                         | [ 14 ] |
| 30 | Samoa Joe           | 1     | 1065+           | 13 aprile 2022    | Dynamite                    | New Orleans       |                                                                                         | [ 15 ] |
| —  | Vacante             | —     | 8 novembre 2023 | —                 |                             |                   | Samoa Joe rese il titolo vacante per concentrarsi sull'AEW World Championship           | [ 16 ] |
| 31 | Kyle Fletcher       | 1     | 196             | 15 dicembre 2023  | Final Battle                | Garland           |                                                                                         | [ 17 ] |
| 32 | Atlantis Jr.        | 1     | 258+            | 28 giugno 2024    | Viernes Espectacular        | Città del Messico |                                                                                         | [ 18 ] |